# Emirgan
Emirgan o Emirgân és un barri d'Istanbul, a la vora nord o part europea del Bòsfor. El barri d'Emirgan correspon al mahalle del mateix nom, i forma part, amb fronteres definides, del districte de Sarıyer, Província d'Istanbul. El turó i el cementiri d'Aşiyan, que es troben molt a prop d'Emirgan, són famosos per acollir la casa-museu i la tomba del poeta turc otomà Tevfik Fikret. La Mesquita Hamid-i Evvel manada a construir pel soldà otomà Abdul Hamid I (Hamid-i Evvel significa Hamid el Primer en turc otomà), el 1781, constitueix una de les més conegudes atraccions turístiques del barri.

## Imatges

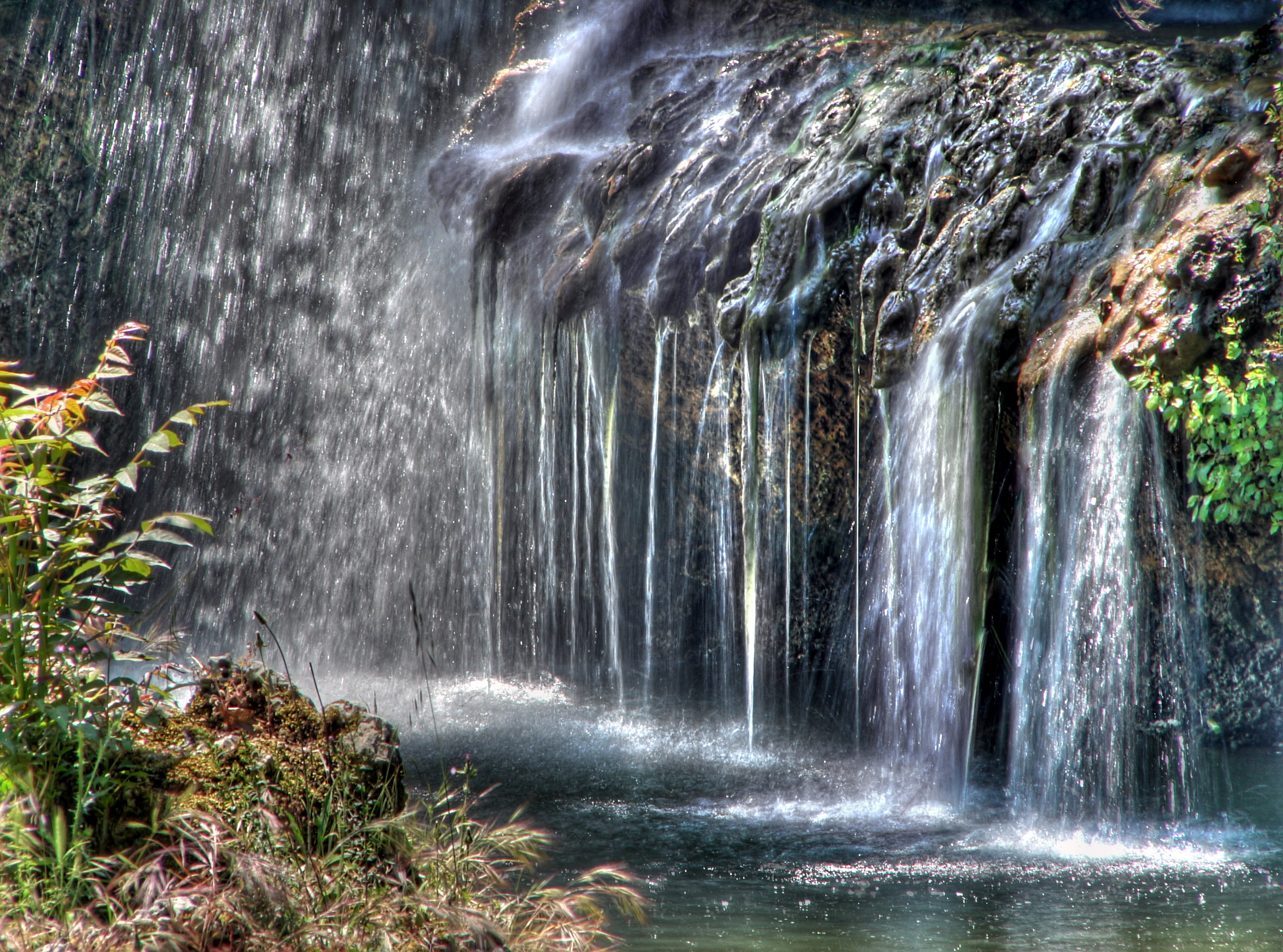
Emirgan Korusu (Arbreda d'Emirgan)
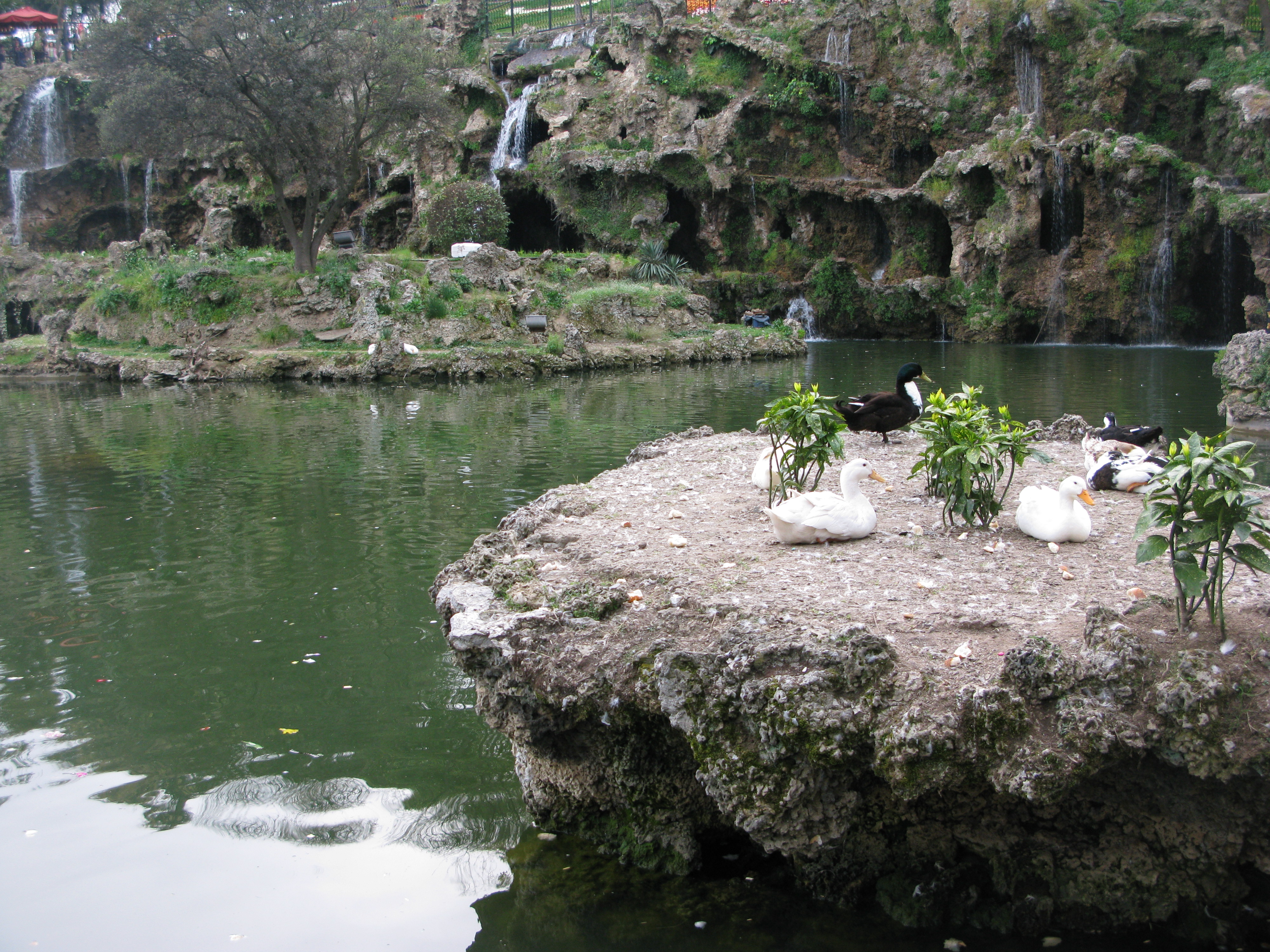
Llacuna al parc Emirgan Korusu
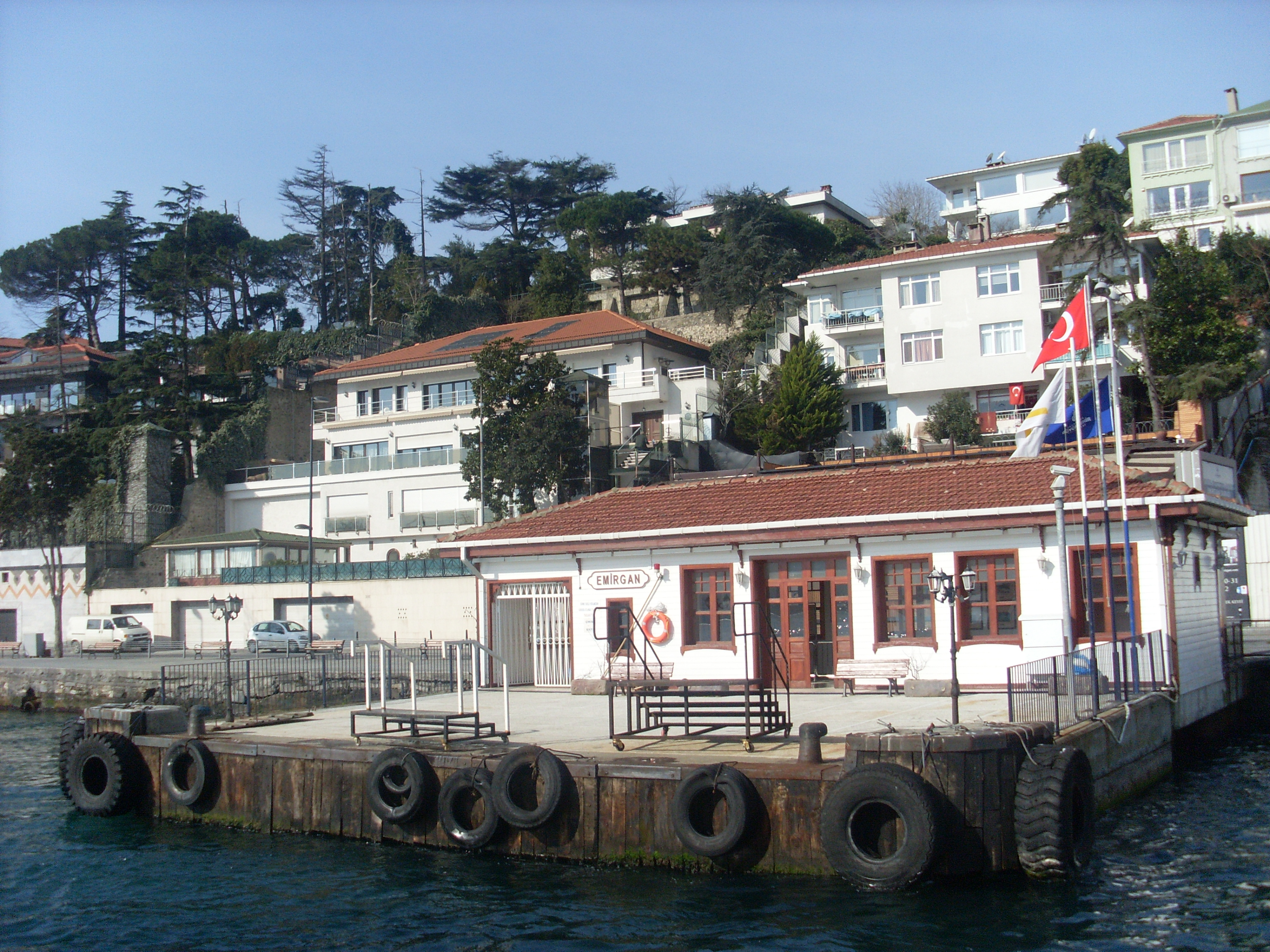
Moll d'Emirgan
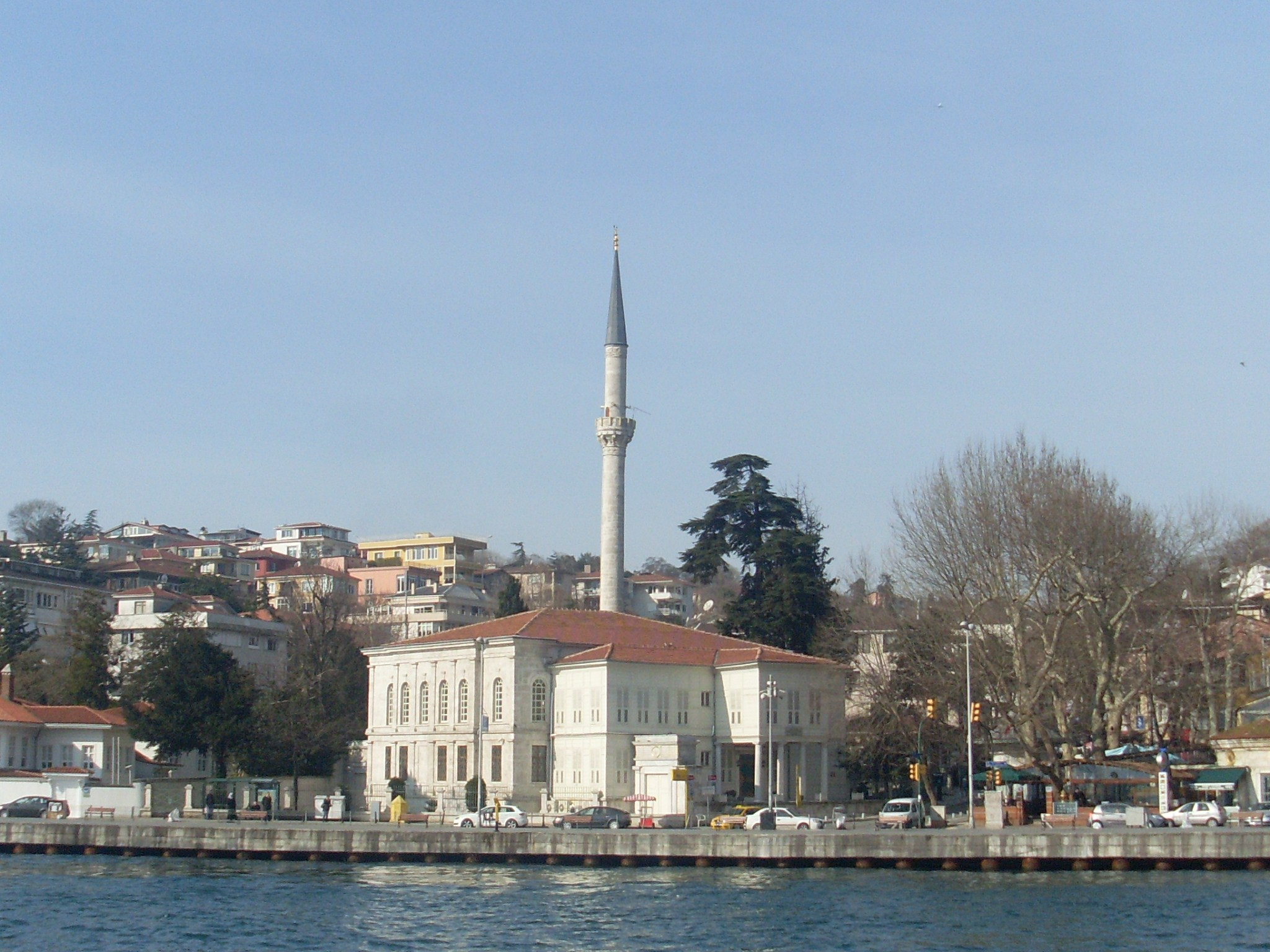
Hamid-i Evvel Camii (Mesquita)